# Crooner
Pour le film de Lloyd Bacon sorti en 1932, voir Crooner (film).

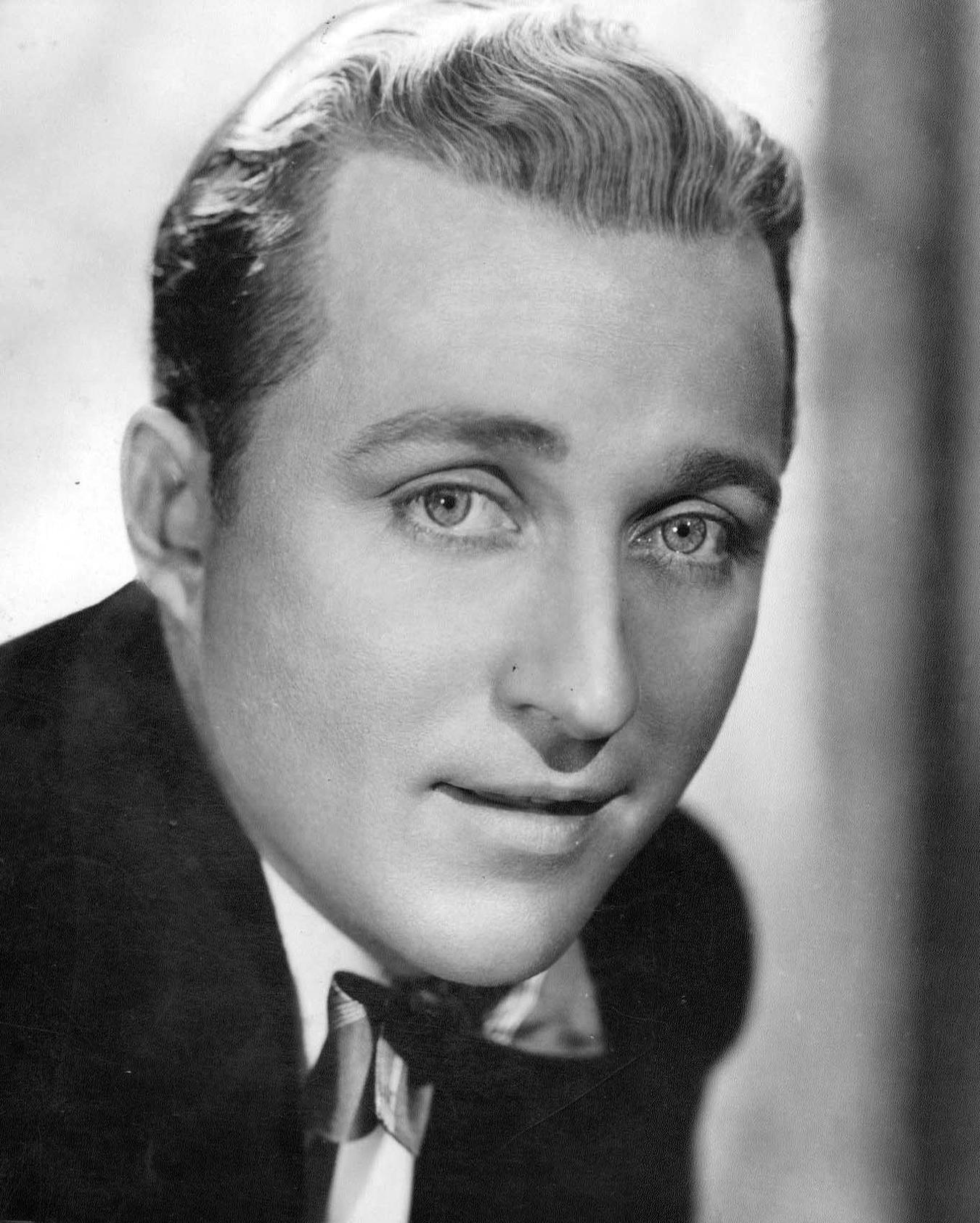
Le chanteur américain Bing Crosby dans les années 1930.

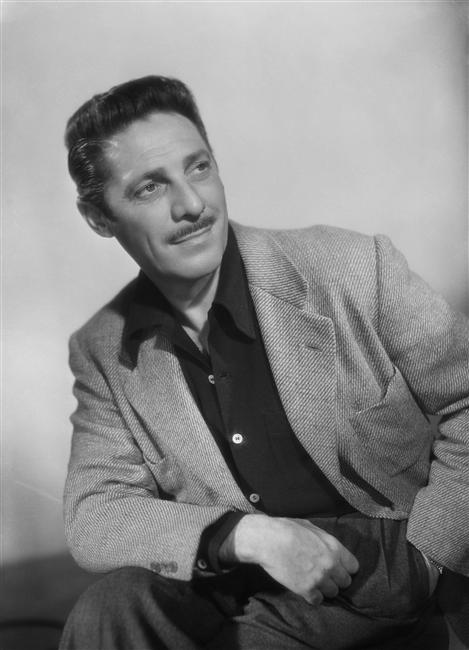
Le chanteur français Jean Sablon en 1939.

Un crooner ou crooneur est un chanteur de charme américain caractérisé par un style de chant au ton chaleureux et émotionnel qu’il communique avec son timbre de voix. Cette chaleur et cette émotion dans la voix ne sont possibles que grâce au microphone. Le crooner chante surtout des ballades. Originaire  des États-Unis, le terme de crooner a gagné d'autres pays, particulièrement la France, l'Espagne, l'Italie et le Japon.
Aux États-Unis, le crooner est un chanteur renommé pour ses interprétations de standards de variété (que les Anglo-saxons appellent aussi pop music ou pop) ou de jazz, provenant souvent du Great American Songbook. Il est accompagné la plupart du temps par un piano, un orchestre ou un big band. Les premiers crooners américains sont par exemple Rudy Vallée, Bing Crosby ou Russ Columbo.
Les crooners ne sont pas seulement reconnus pour leur voix, mais aussi pour l’excellence des musiciens qui les accompagnent, l’arrangement musical, la qualité de l’acoustique du théâtre dans lequel l’enregistrement se déroule, la qualité de l’équipement de prise de son et de transmission radio. La technique vocale peut être variée : des grognements, des gémissements, des cris, des murmures ou des sons gutturaux, un moment staccato à tempo rapide, une ballade d’amour veloutée et lente et encore, un moment émotionnel déclamatoire en plainte musicale.
Le crooning est aussi caractérisé par le fait de « glisser » sur les notes au lieu de les attaquer directement, par l’utilisation prudente de rythmes et de mélodies variées, et une expression émotionnelle, intime et anodine. Certains disent qu’un des aspects les plus fréquents chez les crooners est leur vulnérabilité devant les spectateurs ; ils doivent chanter tout en manifestant souffrance et innocence pour que le public se sente proche d'eux.

## L'histoire du crooner
Il existe plusieurs interprétations de l’origine du mot « crooner » ou « crooning ». Certains disent que le mot est d’origine écossaise : « croyne », qui veut dire un rugissement fort et grave, qui est devenue le terme « croon », qui veut dire un son doux et grave. Au XIXe siècle, le terme est associé avec les berceuses, d’où vient la référence « croon a tune » qui apparaît dans la chanson de Schwartz, Young et Lewis en 1918 Rock-a-bye your baby with a dixie melody, popularisé par Al Jolson. The Oxford Companion to popular music dit que le terme crooner est apparu lorsque le besoin de nommer cette forme dérivée du jazz devient indispensable : le terme vient du jargon afro-américain, qui veut probablement dire chanter d'une voix douce et veloutée, comme dans une berceuse, ce qui démontre une certaine influence noire sur la chanson populaire. Pour le dictionnaire concis Oxford[réf. souhaitée], le mot dérive du mot allemand qui signifie gémir et se lamenter « kronen » qui a peut-être migré aux États-Unis. Toutes les sources semblent être d’accord sur une chose, que le chant crooner est de très près associé avec la voix grave, intime et flexible du chanteur.

### Les débuts à la radio
Les expériences de Frank Conrad de la Westinghouse Electric Company amènent à l’établissement d’une des premières stations de radio commerciale, KDKA à Pittsburgh en 1920 ; dix ans plus tard, plus de 600 stations de radio sont opérationnelles et la radio est présente dans des millions de foyers américains. Plusieurs artistes populaires décident alors de changer de médium de distribution de leur musique.

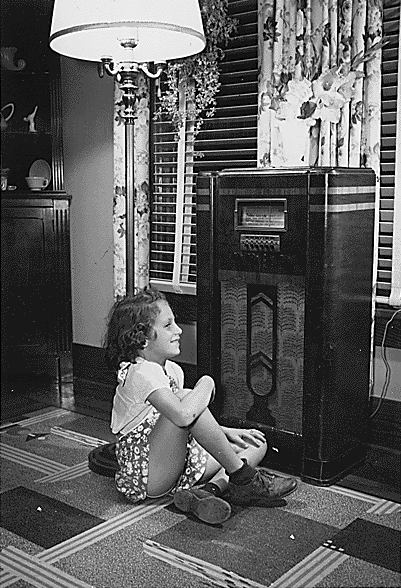
Fillette écoutant la radio pendant la Grande Dépression.

C’est surtout le jazz qui tire avantage des avancées technologiques des années 1920 grâce à l’apparition de l’enregistrement électrique et de l’amplification, en particulier le microphone. Une des grandes conséquences de ce développement est la possibilité pour le vocaliste d'exprimer une plus grande gamme d'expressions et plus subtilement qu’avant. Il peut aussi enregistrer de manière que sa voix domine l’enregistrement. Il faut un peu de temps pour que les interprètes apprivoisent le microphone et il n’est pas rare que les chanteurs soient appelés dans les ensembles de jazz seulement pour chanter quelques mesures, mais petit à petit, ils prennent plus de place.
Avant l’amplification électrique, tous les vocalistes devaient faire porter leurs voix pour être capable de faire remplir le théâtre. Les exemples classiques nous viennent de Sophie Tucker et Emma Carus, la Vaudevillienne qui a popularisé Alexander’s Ragtime Band de Berlin (1911). Al Jolson avait une voix qui remplissait le théâtre jusqu’au deuxième balcon. Il aimait chanter à une audience et n’aimait pas la radio et les microphones, il était en désaccord avec l’idée de « crooner » doucement à la Rudy Vallée. Les crooners étaient d’après lui des « chanteurs à voix faibles qui tomberaient s’ils n’avaient pas de micros pour se tenir. » L’opinion contraire était aussi présente dans les critiques musicales, en effet, Alan Lerner, auteur-compositeur crooner disait que, d’après lui, les paroles d’opéras étaient impossibles à comprendre, et les chanteurs étaient entraînés à chanter comme si les paroles étaient un code. Le registre aigu des sopranos était inadéquat pour la musique populaire. Même si plusieurs n’étaient pas d’accord avec lui, il est vrai que le style de chant de l’opéra était tout le contraire de celui des crooners.
Lors de l’apparition du micro, l’amplification sensible de celui-ci permettait aux chanteurs — certains disent même les y obligeaient — d’appliquer moins de souffle dans les cordes vocales, d'où résultait un son intime et plus proche.
Les chanteurs réalisent rapidement que le microphone favorise l’usage de voix plus graves et d’un mélange de voix de tête et de poitrine, tandis que les chanteurs d’opéra utilisaient seulement la voix de poitrine. Cette technique de projection de voix permettait d’augmenter la gamme de notes possibles du chanteur en symbiose avec le microphone.
Sans plus tarder, ce style prend beaucoup de popularité et devient rapidement le style de chant populaire standard jusqu’à l’arrivée du rock 'n' roll. Le crooning est devenu un traitement de la voix possible par le microphone. Cette pièce d’équipement change le son en énergie électrique par un diaphragme qui répond aux poussées-tiré des ondes sonores. Le microphone au carbone est développé en 1877 par Émile Berliner, David Hughes et Thomas Edison. Une étape importante dans l’amplification a eu lieu quand H. D. Arnold a développé le premier amplificateur électrique en 1913. Par contre, le ruban ou microphone condensateur est devenu populaire après les années 1920, et est l’instrument qui a révolutionné la pratique du chant. Très rapidement, les chanteurs ont réalisé que sa réponse aux fréquences plates le rendait propice à la musique. En raison de sa grande sensibilité et son amélioration à reproduire la voix, il a vite remplacé le microphone au carbone pour les performances « live », les émissions de radio, et les enregistrements. Pour la première fois, les voix plus faibles pouvaient remplir des salles de son, et simultanément communiquer chaleur et intimité.
Ces voix par contre demandaient énormément de contrôle et de pratique, car la technique crooner n’était pas facile et très spécialisée. Le chanteur doit se tenir très proche du microphone, la bouche touchant presque l’instrument, le visage directement aligné avec le récepteur. Tous les sons sont captés de façon précise, et le public se sent intimement lié à l’artiste. L’inspiration est très importante, car elle doit rester absolument silencieuse. Le son de halètement causé par une inspiration mal calculée, amplifiée par l’équipement, pouvait causer la faillite de plusieurs chanteurs autrement très talentueux. Les aspirants crooners devaient pratiquer l’inspiration silencieuse de façon diligente, afin d’éliminer toute possibilité de la faire entendre au microphone. L’auteur Thomas A. Delong dit : « Le microphone hautement sensible demandait une différente technique de production vocale. Les artistes étaient forcés d'utiliser une voix plus douce, car une note trop aiguë ou trop forte pourrait briser le tube transmetteur fragile d’un microphone de carbone. »

### Le début des grands crooners
Il est difficile de dire qui étaient vraiment les inventeurs du style. Il y avait des chanteurs de standard de jazz des années 1920, comme Gene Austin, Al Bowlly, Art Gillham, ou des artistes précrooners comme ‘Scrappy’ Lambert, Smith Ballew, ‘Whispering’ Jack Smith, reconnues pour être des artistes pionniers de la radio. Ces chanteurs ténors étaient souvent retrouvés aussi en dehors des ondes radiophoniques, à chanter dans des groupes de musique de danse, où leur présence était limitée à un ou deux refrains par chanson seulement.
Aucun n’a été aussi populaire que Rudy Vallée, un des premiers teen-popstars des années 1920, renommé pour être le premier crooner, et précurseur de Russ Columbo et Bing Crosby. Chanteur ténor, étant aussi un acteur et un saxophoniste, sa popularité extrême était comparable à celle des Beatles 30 ans avant eux, causant une hystérie où les policiers devaient l’entourer pour empêcher la foule de femmes hurlantes autour de lui après ses spectacles. Au début de sa carrière, on se moque de sa voix nasale et plutôt frêle, mais en vieillissant, il forme un groupe Rudy and his Connecticut Yankees, où il est reconnu pour sa voix plus mature, qui semblait être parfaite pour le style intime du crooner.
Certains disent qu’un des premiers chanteurs à prendre avantage complets du microphone est bel et bien Bing Crosby dans les débuts des années 1930. Bing Crosby était reconnu pour un son plus sombre, et une approche plus énergétique dans son phrasé qui le classait à part de ses prédécesseurs. Il construit son chant autour du rythme swing, mais est relaxé et dit avoir été inspiré par le jeu de trompette de Louis Armstrong. David Brackett dit « Sa performance projette un sens de confort entre le public, le chanteur et l’auteur. »   Son élocution, étudiée par les chanteurs populaires, était très appréciée.  Il ne chantait pas « au public » , il chantait « pour le public ».
Cette nouvelle sorte d’intimité était à la fois émotionnelle par la proximité apparente du chanteur, mais aussi physique, avec le son des lèvres, de la langue, et de la respiration, qui rendait le style très sincère et a formé les fondations de beaucoup de ses successeurs.

#### Forte critique envers les crooners
Le style connaît beaucoup de mauvaises critiques au début des années 1930, au point où le terme « crooner » n’est même plus pris au sérieux. Plusieurs organisations lui donnent une mauvaise réputation, comme l’association des professeurs de chants de New York qui qualifie ce style de « corrompu », et le New York Times qui affirme que ce n'est qu'une tendance qui ne durera pas dans l’industrie : "They sing like that because they can’t help it. Their style is begging to go out of fashion…. Crooners will soon go the way of tandem bicycles, mah jongg and midget golf." De plus, le cardinal de Boston, William Henry O’Connel, parlant au nom des catholiques des États-Unis, critique violemment le crooner dans The Literary Digest en 1932 : il qualifie ce style de dégénéré, souillant, ignoble, sans principes, imbécile et immoral. Une critique choquante comme celle-ci ne réapparait pas avant un autre 25 ans, quand Elvis Presley, un grand admirateur de Bing Crosby, se déhanche sur la scène et brasse les fondations de la culture traditionnelle causant un délire en Amérique. En 1931, les crooners répliquent, avec Dick Robertson, et son enregistrement Crosby, Columbo et Vallée, qui satirise toute cette affaire, et dit au public de ne pas laisser ces « ennemies publiques » infiltrer leurs maisons, et répartir ce non-sens. En France, Jean Sablon, premier à utiliser un micro sur scène, en 1936 au théâtre Mogador et à Bobino, suscite également critiques et quolibets. Il devient le premier crooner français.

#### The Battle of the Baritones

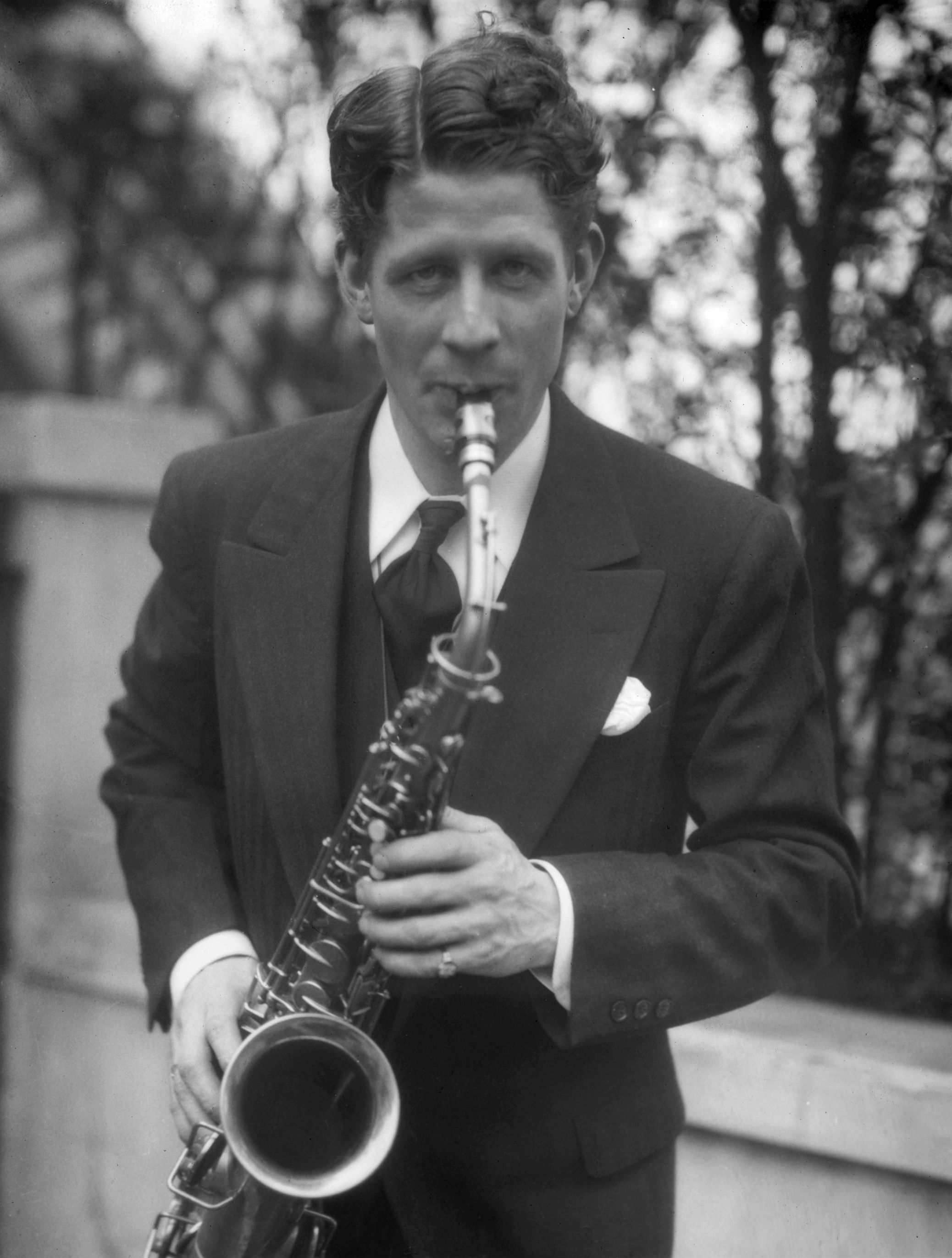
Rudy Vallée et son saxophone (Entre 1920 et 1930).

En 1931, la compétition entre ceux que beaucoup appellent les trois plus grands crooners originaux de l’histoire, Rudy Vallée, Bing Crosby et Russ Columbo commence à être très chaude.  Vallée établi en premier, se fait rapidement rattraper par Crosby et ensuite Columbo. Les trois s’engagent dans une « Bataille des Barytons », grandement publicisée dans les journaux, la radio et les magazines.
Crosby et Columbo se connaissaient auparavant, car en 1929, avant que Russ ne soit connu en tant que crooner, les deux ont joué dans le même groupe de musique, le big band Cocoanut Grove Orchestra, dirigé par Gus Arnheim. Bing Crosby chantait et Columbo l’accompagnait au violon. Après 2 mois, Columbo développe un goût pour le chant et décide de quitter l’orchestre pour poursuivre une carrière musicale en tant que crooner à New York.
Il commence sa carrière avec une différente image que Crosby. Il prend plus l’image d’un jeune romantique, plutôt qu’un homme viril et loyal.
Russ chante à propos de la folie de l’amour et de la mélancolie, mais il est difficile d’imaginer Bing chanter des paroles comme celles-ci et tout de même être convaincant. La voix de Crosby est douce, mais claire et poignante, très appropriée pour quelqu’un qui joue de la percussion depuis un jeune âge. Columbo, étant violoniste, à une voix beaucoup plus légère, qui fait même penser au timbre vibrant, mais soyeux du violon, qui glisse entre chaque note. Il n’est pas un chanteur « mâle-alpha » comme Crosby l’était, mais plutôt un romantique, perdu dans l’amour. Il ne chante pas les paroles avec force, mais comme s’il parlait à une femme.
Les grandes compagnies de radiodiffusion comme NBC, CBS et MBS étaient en grandes compétitions et recherchaient les grands chanteurs du moment. Rudy Vallée s’était bien installé avec NBC, et la compagnie connaissait un grand succès avec l’artiste. Étant intrigués par la montée rapide de Russ Columbo, ils lui donnèrent le créneau de soirée. Quelques jours plus tard, Bing Crosby signe un contrat avec CBS.
En décembre 1931, la « Bataille des Barytons » devient tellement populaire que Al Dubin et Joe Burke décident d’en écrire une chanson : « Crosby, Columbo, and Vallée ». Évidemment, cet évènement médiatisé au maximum n’était pas vraiment une bataille en tant que telle. Les trois crooners se connaissaient et ont même été pris en photo ensemble en 1931. C’est une drôle de coïncidence que sur la photo, les artistes sont illustrés vraiment comme leurs personnalités les décrivaient. Rudy Vallée démontre une grande confiance, il parait chic et bien coiffé, comme un artiste qui avait déjà établi une grande popularité. Crosby lui aussi est très formel, et porte une expression de virilité et de confiance, de combattant qui veut vaincre son adversaire et monter au prochain niveau. Columbo lui est illustré comme un jeune romantique, ses cheveux gominés, il regarde la caméra de ses yeux sombres et profonds avec un sourire chaleureux.
Malheureusement, cette « Bataille » se termine en 1934 après la mort tragique de Russ Columbo suivant un accident avec un pistolet antique. Bing Crosby est présent à ses funérailles, et toute la nation est en deuil pour ce qui pouvait potentiellement devenir un chanteur avec un encore plus grand succès.

### Crooners ailleurs que dans l'industrie de la musique
L’arrivée de la radio dans l’industrie de la musique apporte énormément de popularité à certains artistes. La base démographique de la musique populaire élargit énormément et donne aux artistes individuels du début de cette aire un énorme succès. Parmi ces artistes, nous avions bien évidemment de grands crooners comme Rudy Vallée et plus tard Bing Crosby et Frank Sinatra. Hollywood qui prend alors aussi de la grandeur devient une machine créatrice du vedettariat. Voilà pourquoi beaucoup de chanteurs populaires à cause de la radio étaient ramassés par Hollywood en tant qu’acteurs, et le double talent de ces artistes était très attrayant pour l’audience.

### Crooners post-guerre

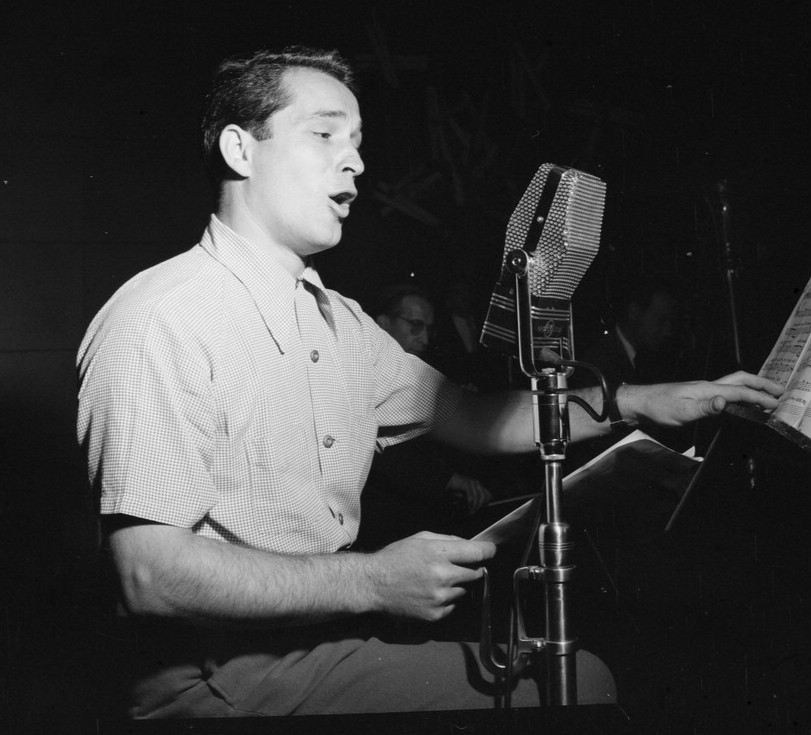
Perry Como (1946).

C’est après la Deuxième Guerre mondiale et la disparition du groupe swing, que la deuxième vague de crooners fait surface, qui comprenait entre autres Dick Haymes, Buddy Clark, Perry Como, Dean Martin et Frank Sinatra. Malgré la très faible présence d’artistes afro-américains, on pourrait faire valoir qu’un des plus grands crooners après-guerre, commercialement et musicalement était un homme noir, Nat « King » Cole. Sammy Davis Jr. et Billy Eckstine connaissent aussi un grand succès dans le domaine.
Dans la fin des années 1940, début des années 1950, les plus grands disques à succès étaient surtout des chansons romantiques par les crooners. Le côté sentimental des chansons peut être exprimé déjà simplement dans leurs titres: Prison of Love, (I love You For) Sentimental Reasons (1946), My Darling, My Darling, You’re Breaking My Heart (1949), Cold Cold Heart, Cry (1951), No Other Love, You You You (1953), tous des numéros 1.

#### Frank Sinatra, un vrai crooner ou non?

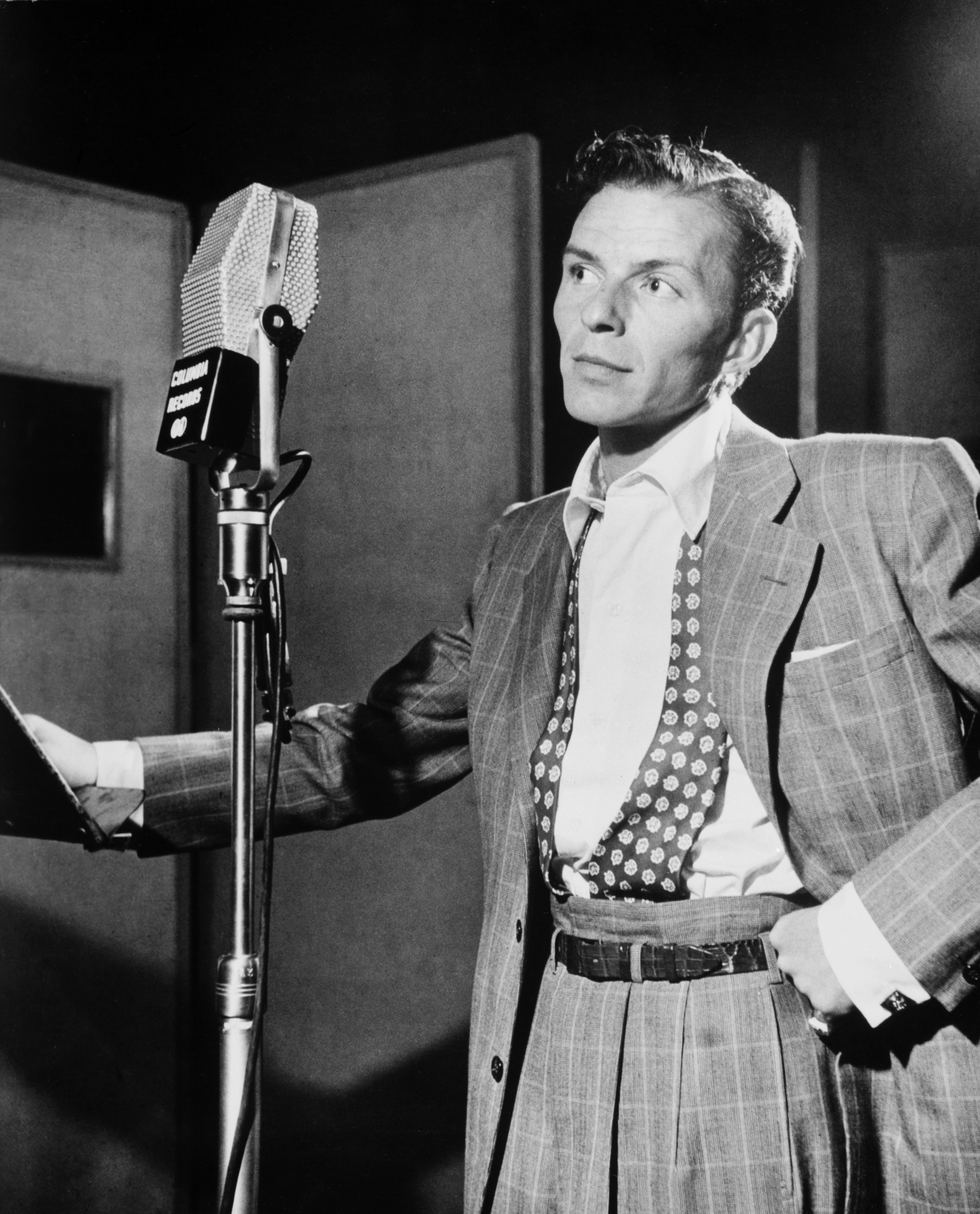
Frank Sinatra (1947).

Sinatra est souvent associé au crooning, mais ceci n’est peut-être pas le cas. Lui-même caractérisait son style de chant en tant que bel canto : un style d’opéra vocal où l’emphase est sur la beauté du ton plutôt que sur l’expression émotionnelle, sur l’application inventive d’ornementation vocale, et l’utilisation d’un ton soutenu plutôt qu’une déclamation dramatique. Sinatra, dans son style de chant unique, mettait plus d’emphase sur la forme, la technique et le style que sur l’émotion et la vulnérabilité.

### Le déclin des crooners

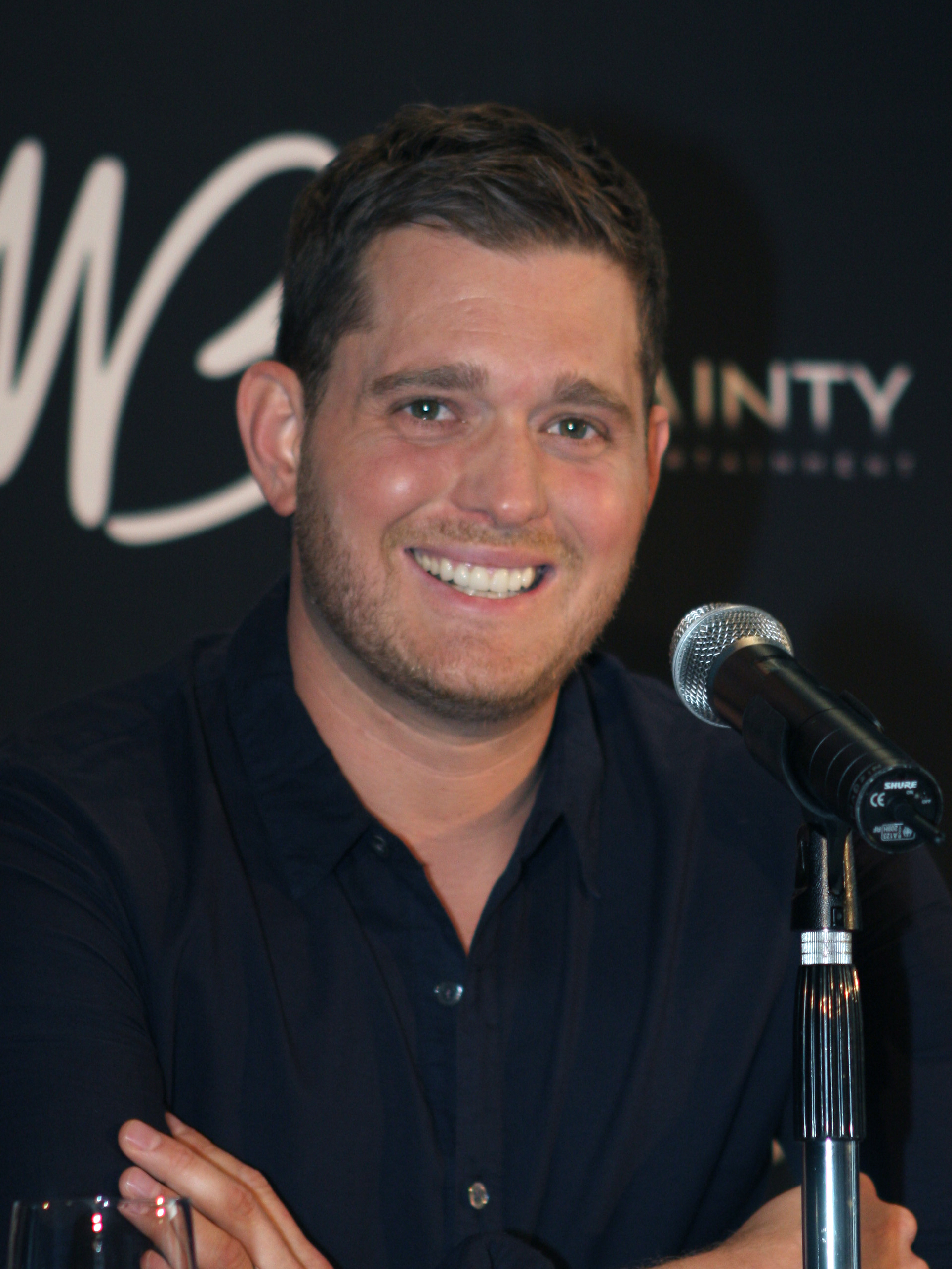
Michael Bublé en 2011.

À partir de 1954, les crooners perdent un peu de popularité, Le rock'n'roll prend énormément de place dans la musique populaire, et les crooners restant sont déplacés dans d’autres catégories comme Musique Détente (Easy Listening) ou adulte contemporain, une extension de la tradition du crooner, avec un certain degré d’influence du rock (Barbra Streisand, Neil Diamond, Roberta Flack, The Carpenters). Par contre, encore beaucoup d’artistes d’aujourd’hui performent avec un style ressemblant beaucoup au genre crooner, Tony Bennett, Johnny Mathis, Barry Manilow, Brian Evans, Richard Hawley, Harry Connick, Jr., Michael Bublé, Neil Hannon, Matteo Brancaleoni, Engelbert Humperdinck et Michael Feinstein. La musique du genre croon de Bing Crosby, Frank Sinatra, Dick Powell, Nat King Cole, Andy Williams, Bobby Darin et Jimmy Durante  est incorporée dans leur propre style.

## Autres styles de crooning

### Réponse féminine au style crooner
La réponse féminine à cette nouvelle technologie, permise par l’apparition du microphone, apparaît également vers le milieu des années 1920, avec les femmes « torch singers », des chanteuses de ballades d’amour mélancolique, très extraverties et confiantes, comme Fanny Brice, Ruth Etting, Libye Holman, Helen Morgan, Annette Hanshaw, Mildred Bailey – avant qu’elle se tourne plutôt vers le swing – et Helen Rowland.
En effet, la voix plus aiguë des femmes au début des années 1920 n’était pas apte au microphone car elle était réputée endommager les tubes très fragiles de l’appareil. Vaughn De Leath élimine le problème en prenant un timbre de voix beaucoup plus doux, qui sera plus tard reconnu comme du crooning. Cette technique lui vaut le titre de « The Original Radio Girl ». On dit même que Vallée, Crosby et Sinatra se sont grandement inspirés de sa technique. Dans les années 1930, Kate Smith gagne en popularité et se nomme elle-même : « The First Lady of Radio », mais De Leath l'attaque en justice et Smith abandonne le nom.
Ruth Etting est une autre chanteuse crooner de la radio, populaire au début des années 1930. On la surnommait : « America’s Radio Sweetheart ».
Les femmes crooners donnaient une nouvelle vie aux chansons qu’elles interprétaient. Par exemple, I’ve got a crush on you, composée par la famille Gershwin en 1928, est reprise par Lee Wiley et gagne beaucoup en popularité par son ton doux et séducteur, au grand plaisir des Gershwin.

### Le country crooner

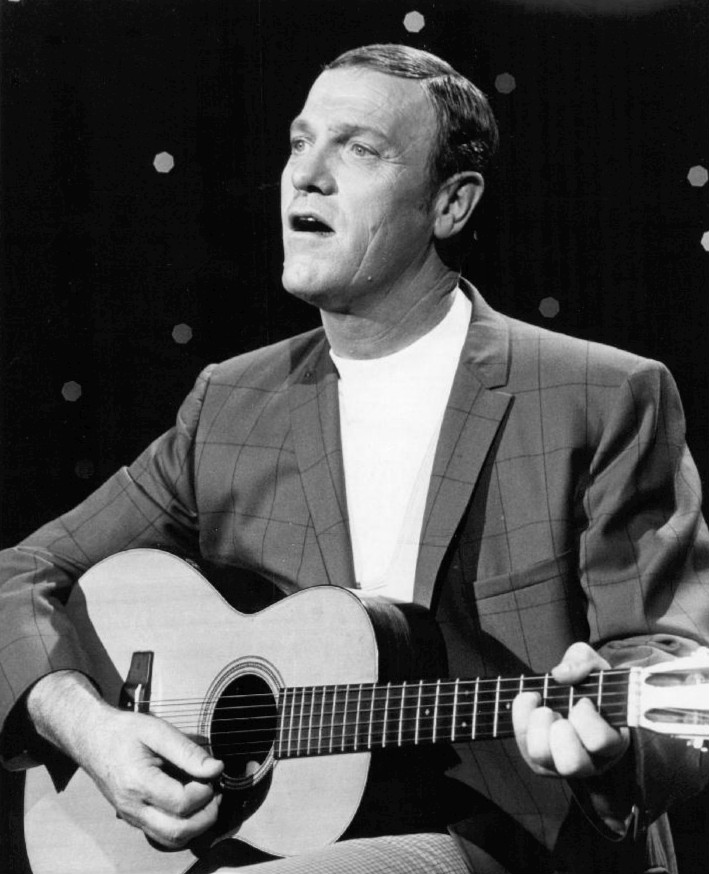
Eddy Arnold en 1969.

Bing Crosby ayant popularisé beaucoup de chansons country, un style s’est développé dans la musique country avec chant de crooner. Il reprend la chanson de Bob Wills & His Texas Playboys, San Antonio Rose (Bod Wills), et la popularise jusqu’à en vendre plus d’un million de copies en 1940. Le standard country crooner devient alors à la mode, et plusieurs artistes en sont connus, comme Jim Reeves et Ray Price. Vernon Dalhart, chanteur d’opéra léger, connaît un grand succès après son enregistrement de The Prisoners Song (Guy Massey), une ballade chantée du style pop de l’époque (1924). Le country crooner le plus populaire reste cependant Eddy Arnold, qui, entre 1947 et 1957, a dominé le palmarès de la musique country, et a aussi connu des tops 40 sur le palmarès pop. Ce qui le rend « country crooner » est son style de chant doux et sa chaleureuse voix de baryton, ainsi que son goût particulier pour les chansons sentimentales (tel dans Bouquet of roses, Bob Hilliard/Steve Edward Nelson). Sa mutation vers le monde pop crooner ressemble beaucoup à celle de Nat King Cole, qui passe du jazz au crooner pop-vedette environ au même moment, grâce à l’acquisition d’un style de chansons romantiques. Plusieurs crooners non country ont aussi connu de grands succès avec des chansons country, comme Tony Bennett, Perry Como, Slim Willet et Guy Mitchell, qui connaissent tous des singles très haut placés dans le Billboard 100 dans les années 1950 et 1960.

### Le blues crooner
Le blues crooner est une branche du rhythm and blues associée à un mélange de blues et de chant populaire. Ce style de blues urbain tire ses origines d’une série d’enregistrements faits par le pianiste Leroy Carr (1905-1935) et le guitariste Scrapper Blackwell (1903-1962). Carr développe un style de chant blues ressemblant beaucoup à celui d'un crooner populaire, avec un timbre doux et décontracté. C’était un grand contraste avec le style rauque des enregistrements de Charley Patton et Blind Lemon Jefferson. Un des grands blues crooner qui connut le plus du succès fut Charles Brown, à partir du milieu des années 1940. Ce pianiste afro-américain originaire du Texas se fait reconnaître par son style de chant doux, sensible et quelque peu désespéré, que l’on aperçoit dans l'album qui lui donne une réputation nationale, Drifting Blues (Charles Brown/Johnny Moore/Eddie Williams). 
Autre blues crooner : Cecil Gant.

### Lesrock era crooners
Le rock est dit avoir été fortement influencé par le jeu intime du microphone établi par Russ Columbo et Bing Crosby. Le crooning a influencé le rock et est resté présent dans beaucoup de ses rockeurs populaires, comme Elvis Presley.
Les « rock era crooners » (RECs) attestent d'une influence du crooning dans l’ère du rock dans la prolifération des albums standard « baby boomers » qui définissent la croissance naturelle du soft rock de tradition Croon.
Paul Anka, Connie Francis et Bobby Darin sont trois chanteurs de style Teen Pop présents dans l’émergence du rock'n'roll qui adoptaient le style crooner. Certains artistes comme Jack Jones, Johnny Mathis et Barbra Streisand sont inclus dans la génération des RECs et commencent à enregistrer au milieu des années 1950 et début des années 1960. Ils avaient la finesse des crooners prérock, mais s’éloignaient de l’influence du jazz et se rendaient plus accessibles au public en apprivoisant un style plus populaire.
Les RECs sont très populaires dans les années 1960 et leurs plus grands succès à la radio sont classés dans les palmarès de « musique détente ».
Au début des années 1970, les Baby Boomers prennent de l’âge et amènent avec eux une grande variété de styles incluant les RECs. Certains artistes comme Linda Ronstadt, Natalie Cole et Rod Stewart interprètent des versions modernes de musique pré rock.
Entre 1965 et 1972, aucune des chansons qui figuraient dans le top 100 Musiques Détente n’apparaissaient dans le Billboard 100. Ceci nous montre que le genre n’était pas très populaire à ce moment. En 1972, la situation change et on retrouve 21 chansons du palmarès Musique Détente dans le Billboard 100. En effet, le ton populaire de la musique rock devient plus doux et harmonieux. Des artistes du top 40 associés à une musique rock plus douce comme Bread, Olivia Newton John et Ross, étaient étroitement liés au genre des vieux crooners.

## Les crooners dans les dessins animés
À partir des années 1930, les dessins animés deviennent une tradition importante pour dans la culture américaine, et sont souvent utilisés par les caricaturistes pour exprimer un point de vue ou faire rire les gens. Bien sûr, que les personnages animés imitent des artistes connus, ou expriment les stéréotypes d’une « classe » de personnalités connues, les crooners qui étaient les chanteurs populaires de l’époque étaient une cible bien évidente. 
Nous voyons la caricature du crooner typique évidente dans trois dessins animés des années 1930.
La première référence est dans le dessin animé assez inhabituel de 1932 Crosby, Columbo, and Vallee de Merrie Melodies, réalisé par Rudolf Ising. Le titre fait une directe référence au trio des crooners extrêmement populaire à l’époque. L’humour de ce court métrage était supposément animé pour démontrer l’influence de crooners de la radio, qui était tellement envahissante qu’elle est entrée dans la vie des indigènes d’Amérique, qui sont représentés d’une manière assez vulgaire. La chanson autour de laquelle le cartoon est centré illustre le triomphe des artistes crooners à séduire les femmes amérindiennes, ce qui fâche les hommes de la tribu, jusqu’au point où ceux-ci vont danser une  danse de rituel de guerre en chantant cette présumée chanson. Le dessin animé relaye à un père indien qui donne à sa fille une radio, sur laquelle elle écoute les crooners, au point où elle lâche un son ressemblant à la voix de Bing Crosby. L’irritation du peuple envers les gens du genre de Bing Crosby est démontrée pour la première fois dans un dessin animé ici, et ce thème sera récurrent dans les années qui suivent.
Le deuxième dessin animé est un court-métrage animé de 1936 de Friz Freleng nommé Let It Be Me qui fait le contraste entre les anciennes valeurs de la campagne, et les nouvelles valeurs urbaines dans la société. Le cartoon illustre plusieurs poules clouées à la radio à écouter leur idole, le coq crooner M. Bingo, qui est en fait un individu vaniteux et arrogant, qui n’adore que lui-même et qui se fiche de ses admiratrices poules, et encore plus de leurs copains coqs. En filant sur la route dans son automobile sport, avec un klaxon qui sonne comme un « bub-bub-boo » Crosby-esque, il ramasse Emily, une poule grande admiratrice de lui, à la grande stupéfaction de son copain à elle, Lem, qui veut l'épouser. Une fois en ville, M. Bingo la rejette pour une poule ressemblant à Mae West, et la laisse errer en ville toute seule, à vendre des fleurs pour faire un peu d'argent. Lem, furieux d’entendre M. Bingo à la radio constamment, détruit sa radio et part pour la ville. Il trouve M. Bingo et le bat, puis retrouve sa bien-aimée, et tout est bien qui finit bien. À la fin du dessin animé, un de leurs enfants, un poussin, lâche le fameux cri « bub-bub-boo » et le cartoon termine ainsi.
Le troisième dessin animé date de 1944, réalisé par Frank Tashlin, et intitulé Swooner Crooner. Ce film sélectionné pour un oscar représente Porky Pig comme le gérant du Flockheed Eggcraft Factory, qui est en suractivité du fait de l’effort de guerre. La présence du nouveau coq dans l’usine Frankie, ressemblant fortement à Frank Sinatra, a créé des problèmes, car lorsque celui-ci chante, les poules arrêtent de travailler. Porky Pig renvoie alors Frankie, et passe des auditions pour d’autres coqs qui pourraient donner les ordres aux poules de continuer à produire. Après avoir refusé plusieurs coqs représentant plusieurs superstars de l’époque, Porky Pig accepte le coq Crosby. Représentant un homme de famille de la classe moyenne, avec son chapeau froissé et sa pipe, il fait pondre plus d’œufs aux poules et est réengagé. Le coq Frankie, frustré, décide de faire appel à un concours de chant entre lui et le coq Crosby. Alors que les deux coqs chantent, la production d’œufs est à couper le souffle, et Porky Pig, nageant dans les œufs et sautant de joie, leur demande comment ils ont fait pour augmenter autant la production. Les deux coqs lui font une démonstration de leur chant et Porky Pig commence lui-même à pondre des œufs.
Enfin, dans Le Putois amoureux (en) (Little 'Tinker, 1948), Tex Avery parodie Frank Sinatra et les passions féminines qu'il déchaîne : le putois, héros du dessin animé, qui ne parvient pas à trouver une compagne à cause de son odeur, enfile « un costume de Frankie » et joue le chanteur de charme sur scène,.